# Isabelle d'Anjou (1261-1303)
Pour les articles homonymes, voir Isabelle d'Anjou et Élisabeth de Sicile.
Isabelle d'Anjou, aussi nommée Élisabeth de Sicile (1261-1303) est reine consort de Hongrie de 1272 à 1290 et  la plus jeune enfant de Charles Ier d'Anjou et de sa première épouse Béatrice de Provence. 

## Biographie
Isabelle d'Anjou épouse Ladislas IV de Hongrie en 1270. Cependant ce dernier la  néglige  au profit de son entourage couman, dont sa mère Élisabeth est issue.
Il s'évertue à convaincre les Coumans de venir vivre en Hongrie, et les empêche de quitter le pays par la force. 
Ladislas IV la fait arrêter en 1286, afin qu'il puisse vivre avec une maîtresse coumane. Elle est emprisonnée sur l'Île Marguerite pendant trois années, jusqu'à ce que ce dernier accepte de la rappeler. Il meurt assassiné en 1290 sans enfant. Un cousin éloigné, André III, lui succède, alors que la guerre civile fait rage dans le pays.
Après la mort de son mari, Isabelle d'Anjou retourne à Naples auprès de sa famille, puis revient en Hongrie. En 1294, Fenenna de Hongrie, la nouvelle reine, lui confère le privilège de recueillir les dons de l'église dans le Comté de Veszprém. 
En 1301, elle rentre définitivement à Naples, où elle devient moniale dominicaine au monastère de San Pietro a Castello, fondé par sa belle-sœur Marie de Hongrie. Elle y meurt en 1303 et y est enterrée.